# Julio César Benítez
Julio César Benítez (Montevideo, 1º ottobre 1940 – Barcellona, 6 aprile 1968) è stato un calciatore uruguaiano, di ruolo difensore.
Arrivato in Spagna nel 1959 al Valladolid, l'anno dopo si trasferì al Real Zaragoza e, nel 1961, al Barcellona, squadra nella quale militò per 7 stagioni e dove si fece apprezzare dai tifosi azulgrana per le sue doti fisiche abbinate a una buona tecnica, e per le sue marcature sul madridista Francisco Gento.
Scomparve il 6 aprile 1968, a soli 27 anni, per un'intossicazione alimentare causata dall'ingestione di pesce avariato, che gli provocò prima una gastroenterite, quindi la morte.
Al suo funerale, avvenuto nel Camp Nou, parteciparono oltre 150.000 persone, e avvenne 2 giorni prima di un'importante partita contro il Real Madrid.
I compagni non poterono dedicargli una vittoria nel clásico perché l'incontro finì 1-1. In compenso, gli fu dedicata la vittoria nella Copa del Rey di quell'anno, vittoria ottenuta ancora in un clásico, al Santiago Bernabéu l'11 luglio del 1968. Il trofeo è incluso nella lista dei titoli vinti dal giocatore, per il contributo dato nei precedenti turni di quell'edizione della coppa di Spagna.

## Palmarès

### Club

#### Competizioni nazionali
- Coppa di Spagna: 2

Barcellona: 1962-1963, 1967-1968

#### Competizioni internazionali
- Coppa delle Fiere: 1

Barcellona: 1965-1966